# Auguste Étienne Marie Gourlez de Lamotte
Auguste Étienne Marie Gourlez, baron de Lamotte, né le 5 avril 1772 à Paris et mort le 8 mai 1836 à Paris, est un général français.

## Biographie

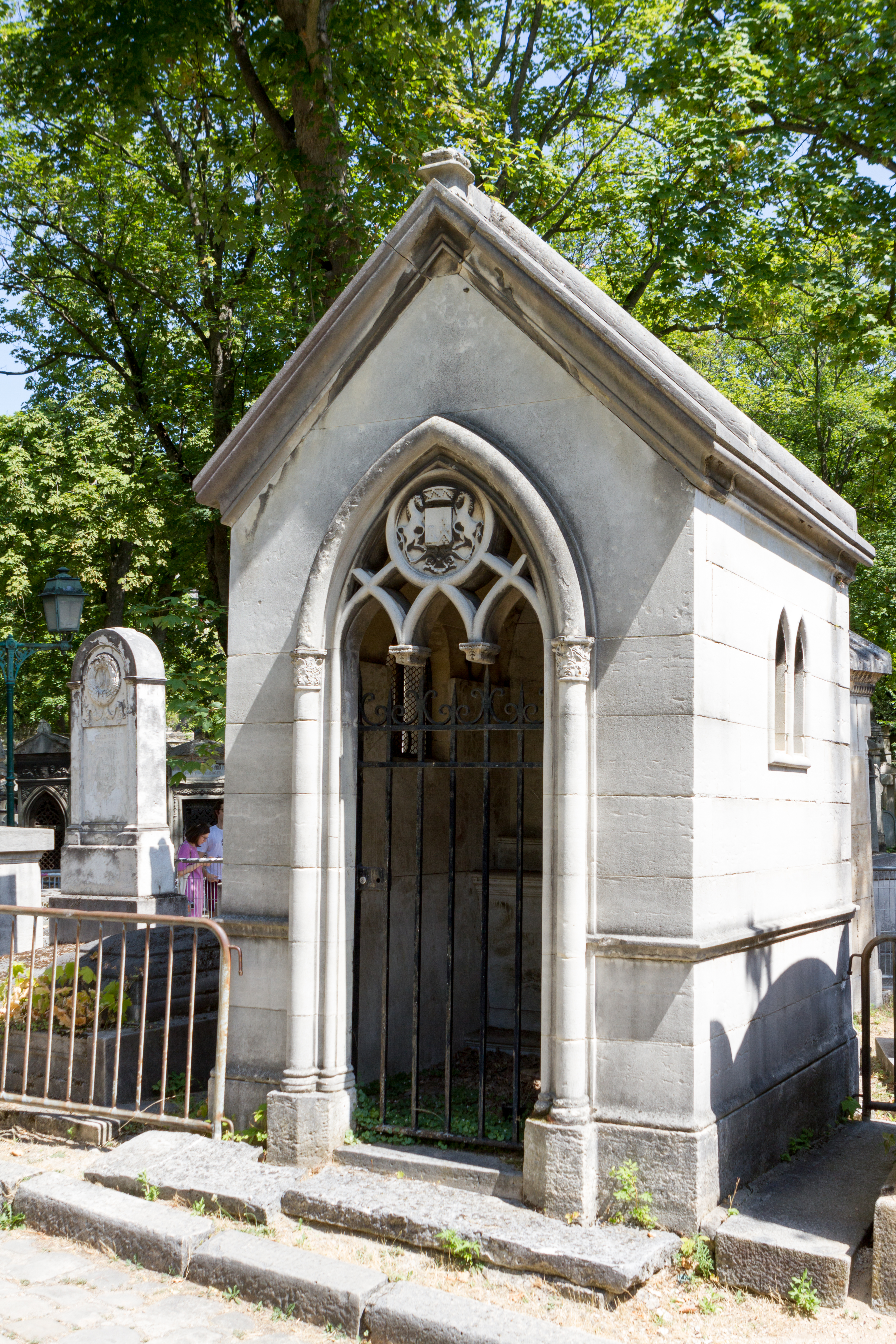
Tombe au cimetière du Père-Lachaise.

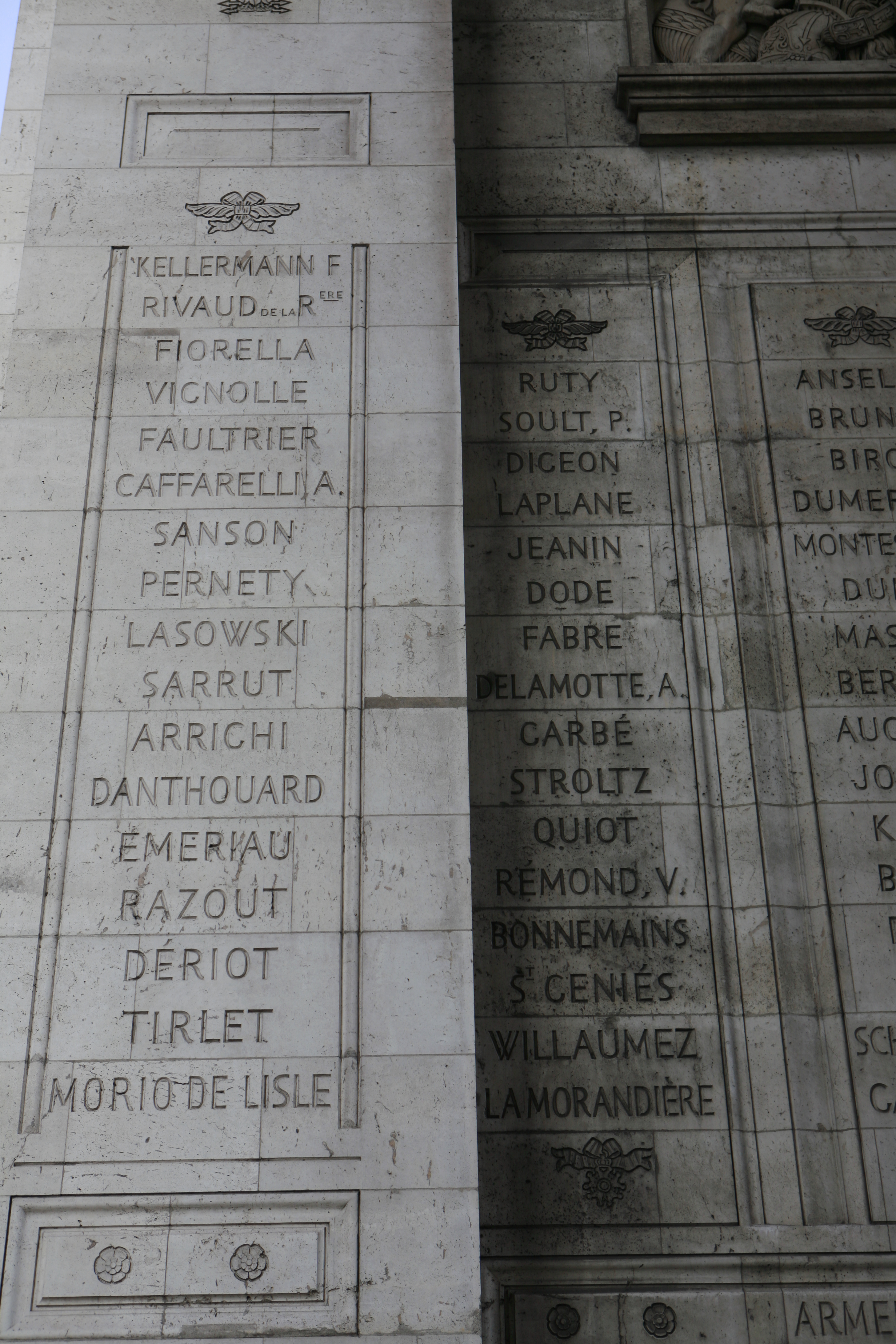
Noms gravés sous l'arc de triomphe de l'Étoile : pilier Sud, 21e et.

Auguste-Étienne-Marie Gourlez de Lamotte (ou Auguste-Étienne-Marc de La Motte, selon des publications du XIXe siècle,) est le fils de Jacques Gourlez de La Motte, docteur régent de la faculté de médecine de Paris, et le petit-fils de l'intendant de la Marine Antoine Lefebvre de Givry. Par le mariage de sa sœur Aglaé Louise, il est le beau-frère d'Antoine-Athanase Roux de Laborie.
Gourlez de Lamotte entre en service en 1793 comme capitaine au 12e régiment de hussards. Il passe ensuite aide de camp du général Frégeville à l’armée des Pyrénées-Orientales. Nommé chef d’escadron le 20 février 1801, il est désigné comme aide de camp du général Oudinot le 17 avril 1801 et fait avec lui la campagne d’Autriche en 1805. Il est blessé à la bataille d'Hollabrünn le 16 novembre 1805.
Le 13 janvier 1806 Gourlez de Lamotte est fait colonel du 4e régiment de dragons et prend part aux campagnes de Prusse et de Pologne en 1806 et 1807. Blessé à la bataille de Friedland le 14 juin 1807, il est créé baron de l’Empire le 26 octobre 1808. Il est promu général de brigade le 21 mars 1809, et le 29 mai 1810 il commande une brigade de cavalerie à l’armée du Portugal. Le 24 juillet 1810, chef de la 6e brigade de cavalerie légère du corps du maréchal Ney, il est relevé de ses fonctions et remplacé par le général Lorcet sur le champ de bataille d’Almeida, à la suite d'une altercation avec son chef. Il est mis à la retraite le 3 mars 1812.
Rappelé à l’activité le 13 mars 1813 il commande la 1re brigade de la 6e division de cavalerie du général Milhaud lors de la bataille de Leipzig en octobre 1813. Il fait la campagne de France en 1814 et participe à la bataille de La Rothière le 1er février 1814. Il se distingue à la bataille de Saint-Dizier le 26 mars 1814 avant d'être fait commandeur de la Légion d’honneur le 3 avril suivant. Lors de la Première Restauration, le roi Louis XVIII le nomme général de division le 11 avril 1814 et chevalier de Saint-Louis. Il est mis en disponibilité le 1er septembre 1814. 
Il est destitué par décret du 22 avril 1815, sous l'inculpation d'avoir voulu livrer Bayonne aux Espagnols. Le 11 septembre suivant, il est employé au licenciement des corps de cavalerie et est mis en non-activité le 1er février 1816. Mis en disponibilité le 1er avril 1820, il est admis dans la section de réserve de l'état-major général le 7 février 1831.
Il meurt à Paris le 8 mai 1836 et est enterré au cimetière du Père-Lachaise, 6e division. Son nom est gravé sous l'arc de triomphe de l'Étoile, 22e colonne.
Marié avec Pétronille Rosalie Declerck, veuve du général-baron Jean-Pierre Béchaud et fille de Jean-Baptiste-Théodore de Clerck, il est le beau-père de Léon de Jouvenel.

## Dotation
- Le 17 mars 1808, donataire d’une rente de 4 000 francs sur les biens réservés en Westphalie[1].

## Armoiries
| Figure | Nom du baron et blasonnement |
| ------ | --- |
|        | Armes du baron Auguste Étienne Marie Gourlez de Lamotte et de l'Empire, décret du 19 mars 1808, lettres patentes du 26 octobre 1808, commandeur de la Légion d'honneur Ecartelé au premier d'argent plein ; au deuxième des barons militaires ; au troisième de gueules au rocher d'argent surmonté d'une tour crénelée d'or maçonnée de sable ; au quatrième d'azur au chevron d'or accompagné en chef de deux glands d'argent enchassés et tigés d'or, et en pointe d'une étoile à cinq rais d'argent ; et pour livrées : blanc, rouge, jaune et bleu. |

## Sources
- (en) « Generals Who Served in the French Army during the Period 1789 - 1814: Eberle to Exelmans »
- Thierry Pouliquen, « Les généraux français et étrangers ayant servis [sic] dans la Grande Armée » (consulté le 20 décembre 2013)
- « Cote LH/2788/48 », base Léonore, ministère français de la Culture
- (pl) « Napoléon.org.pl »
- Vicomte Révérend, Armorial du Premier Empire, tome 2, Honoré Champion, libraire, Paris, 1895, p. 255 [lire en ligne]
- Georges Six, Dictionnaire biographique des généraux & amiraux français de la Révolution et de l'Empire (1792-1814), Paris : Librairie G. Saffroy, 1934, 2 vol., p. 48